# József Zachar
József Zachar (* 27. Oktober 1943 in Csepel bei Budapest; † 9. Dezember 2009 in Budapest) war ein ungarischer Historiker, Oberst i. R. Zachar und war seit 2002 Professor für Geschichte der Neuzeit in Eger (Ungarn) und Präsident der Nationalen Kommission der Ungarischen Militärhistoriker.

## Leben
Von 1961 bis 1966 studierte Zachar Geschichte und Germanistik an der Loránd-Eötvös-Universität in Budapest. Ab 1967 war er als Lehrer an der Militärhochschule „Lajos Kossuth“ tätig, wurde dort im Jahre 1974 zum Oberlehrer für Militärgeschichte ernannt.
Ab 1975 war er als wissenschaftlicher Mitarbeiter im Institut und Museum für Militärgeschichte tätig und erwarb 1977 den akademischen Grad Kandidat der Wissenschaften (C.Sc.). Im Jahre 1983 trat er den ungarischen Streitkräften bei und wurde auch zum Chefredakteur der Zeitschrift „Hadtörténelmi Közlemények“ (Militärgeschichtliche Mitteilungen). Zwischen 1986 und 1995 war er Leiter der ständigen ungarischen Archivdelegation im Österreichischen Kriegsarchiv. Nach seiner Heimkehr wurde er zum Obersten befördert und zum wissenschaftlichen Stellvertreter des Generaldirektors des Instituts und Museums für Militärgeschichte in Budapest ernannt. Diese Position bekleidete er bis zu seiner Pensionierung im Jahre 1999.

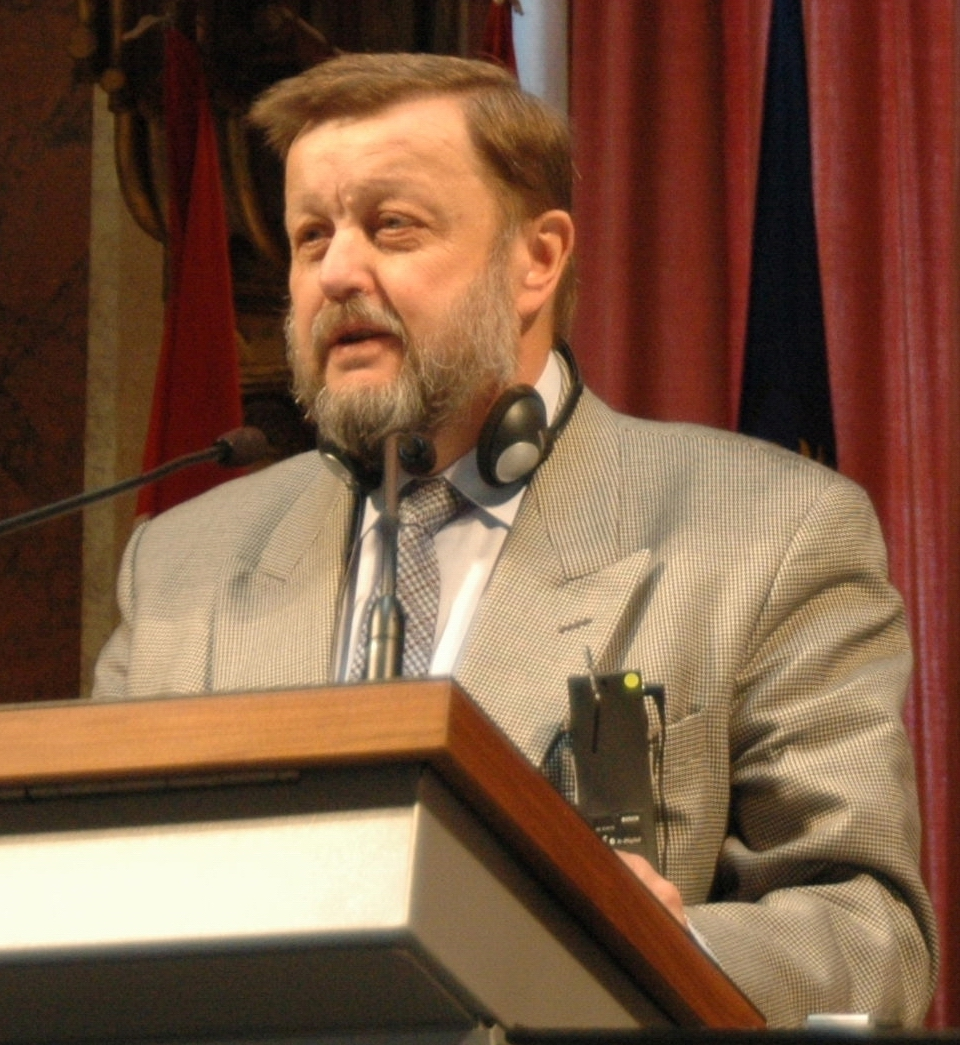
Prof. Dr. József Zachar

Zwischen 2000 und 2003 war er stellvertretender Abteilungsleiter im Fortbildungs- und Forschungsinstitut für Sicherheitswesen an der Hochschule für Polizeiwesen (Budapest). Er habilitierte im Jahre 2001 und wurde im folgenden Jahr vom ungarischen Staatspräsidenten zum ordentlichen Professor ernannt. Bis zu seinem Tod war er an der Hochschule Károly Eszterházy in Eger (Ungarn) tätig.
Als sein Forschungsgebiet galt die Militärgeschichte Ungarns, mit Schwerpunkt 18. und 19. Jahrhundert. Er war Verfasser von zwanzig eigenständigen Bänden sowie  Teilnehmer an wissenschaftlichen Tagungen.
Er war verheiratet und hatte zwei Söhne: Péter Krisztián Zachar (* 1976) ist ebenfalls Historiker und Hochschullehrer, Viktor Kristóf Zachar (* 1980) ist Übersetzer, Dolmetscher und Universitätsassistent.

## Veröffentlichungen (Auswahl)
- Az osztrák-német Alkotmánypárt és a politikai hatalom 1861—1881. /Der deutsch-österreichische Liberalismus und die politische Macht. 1861-1881./ Akadémiai Kiadó, Budapest, 1981. ISBN 963-05-2614-X.
- Idegen hadakban. /Unter fremder Flagge./ Nemzet és Emlékezet, Magvető Könyvkiadó, Budapest, 1984. ISBN 963-14-0131-6.
- Franciaország magyar marsallja: Bercsényi László. /Bercsényi Lászlo, ungarischer Feldmarschall in Frankreich./ Korok és emberek, Zrínyi Kiadó, Budapest, 1987. ISBN 963-326-364-6.
- Das Bestehen von Französisch-Illyrien 1809-1813 – eine Episode in der österreichisch-ungarischen Wehrgeschichte. In: Acta, XII. Colloque Internationale d’Histoire Militaire. Athen, 1989.
- Ungarn und die beiden Kriege Kaiser Karls VI. gegen das Osmanische Reich 1716-1718 und 1736-1739. In: Ungarn-Jahrbuch, Band 17. München, 1989.
- Csaták, hadvezérek, katonák a XVIII. században. /Schlachten, Feldherren, Soldaten im 18. Jahrhundert./ Hősök—csaták, Tankönyvkiadó, Budapest, 1990.
- Bercsényi-Husaren für und gegen die Französische Revolution 1792-1797. In: Actes, XV. Colloque International d’Histoire Militaire. Paris, 1991.
- Die k. u. k. Armee – Beispiel einer multikulturellen Streitkraft? In: Europäische Sicherheitspolitik, KSZE. Die Entwicklung von Rüstungskontrolle und Abrüstung. Hrsg.: Wendl, Erich. Wien, 1993.
- Die Herrschaft der Habsburger und das Wehrwesen der ungarischen Reichshälfte 1648-1798. In: Ungarn-Jahrbuch, Band 22. München, 1996.
- The Hungarian hussar - an illustrated history. Corvina Books, Budapest, 2000. ISBN 963-13-4454-1.
- Die ungarische Revolution von 1956 und der Warschauer Vertrag (oder die Entstehung der Armeegruppe Süd). In: Acta’s, XXV. Colloque International d’Histoire Militaire. Brussels, 2000.
- Hungarian Soldiers in the Habsburg and Foreign Armies, 1699--1789. In:  A Millennium of Hungarian Military History. Ed. Király, Béla — Veszprémy, László. New York, 2002.
- „Egy ezred évi szenvedés“. (Memento vom 4. September 2011 im Internet Archive) Fejezetek a magyarság hadi történelméből. /„Tausend Jahre Leiden“. Kapitel aus der Militärgeschichte der Ungarn./ Heraldika Kiadó, Budapest, 2003.
- Von der „Monarchie mit vakantem Thron“ zur Volksdemokratie: Ungarn 1937 bis 1956. In: Die Ungarnkrise 1956 und Österreich. Hrsg.: Schmidl, Erwin A. Böhlau Verlag, Wien—Köln—Weimar, 2003.
- Habsburg-uralom, állandó hadsereg és magyarság 1683—1792. /Die Herrschaft der Habsburger, das stehende Heer und das Ungarntum 1683-1792./ Zrínyi Kiadó, Budapest, 2004. ISBN 963-327-378-1.
- Der Warschauer Vertrag und die Revolution in Ungarn. In: Vor fünfzig Jahren: Ungarns Oktoberrevolution. Hrsg.: Fuhrer, Hans Rudolf. Wettingen, 2006.
- A mi huszadik századunk: (Memento vom 26. Januar 2010 auf WebCite) 1918, 1944, 1956. /Unser zwanzigstes Jahrhundert: 1918, 1944, 1956./ Heraldika Kiadó, Budapest, 2007.
- Válogatott hadtörténeti tanulmányok (XVII-XVIII. század). /Ausgewählte militärgeschichtliche Studien (17-18. Jahrhundert)./ Eszterházy Károly Főiskola, Budapest - Eger, 2008.
- Egy az Isten, egy a Nemzet. (Memento vom 20. Oktober 2007 im Internet Archive) Írások Jézus-hitű magyar eleinkről. /Ein Gott - ein Volk. Schriften über unsere Jesus-gläubigen Vorfahren./ 2. verbesserte und erweiterte Ausgabe. Heraldika Kiadó, Budapest, 2009.
- Die Insurrection des Königreichs Ungarn. (Ein historischer Überblick). In Actes du Symposium international „La campagne de 1809“. Wien, 2009.
- König und Stände: Kriegsführung und Militärorganisation in Ungarn im ausgehenden 17. und in der ersten Hälfte des 18. Jahrhunderts. In: Kriegführung und Staatsfinanzen. Die Habsburgermonarchie und das Heilige Römische Reich vom Dreißigjährigen Krieg bis zum Ende des habsburgischen Kaisertums 1740. Hrsg.: Peter Rauscher. Aschendorff Verlag, Münster, 2010.

## Auszeichnungen (Auswahl)
- Goldener Verdienstorden „Für den Dienst an der Heimat“ (1988)
- Österreichisches Ehrenkreuz für Wissenschaft und Kunst (1993)
- Verdienstkreuz des Ordens der Vitéz (1993)
- Legion Of Merit Medal (International Napoléon Society) (1997)
- Zrínyi Miklós-Orden des ungarischen Verteidigungsministers (1997)
- Szemere Bertalan-Orden (2005)